# 吸收 (化学)

实验室吸收设备
1a：CO_{2}进入
1b：H_{2}O进入
2：H_{2}O+CO_{2}排出
3：吸收柱
4：填料

吸收（英语：Absorption）是一种化学或物理现象，指一种物质的原子、分子或离子进入另一种物质（气体、液体或固体材料）的过程。与吸附（adsorption）不同，吸收是指一种物质完全混合到另一种物质的体积当中，而吸附则是指物质附着于另一种物质的表面。一个更通用的术语是吸着（sorption），涵盖了吸收、吸附和离子交换。
在许多重要的技术过程中，化学吸收代替了物理过程。例如，二氧化碳被氢氧化钠吸收。这种酸碱过程不遵循能斯特分配定律（参见溶解度）。 
溶剂提取是这种效应的一个例子。无需化学反应即可将溶质从一种液相提取到另一种液相。稀有气体和四氧化锇就是这种溶质的例子。
吸收过程意味着物质捕获并转化能量。例如，铜看起来呈红色，因为它吸收蓝光。吸收剂将捕获的物质分布在整个体积中，而吸附剂只将其分布在表面上。

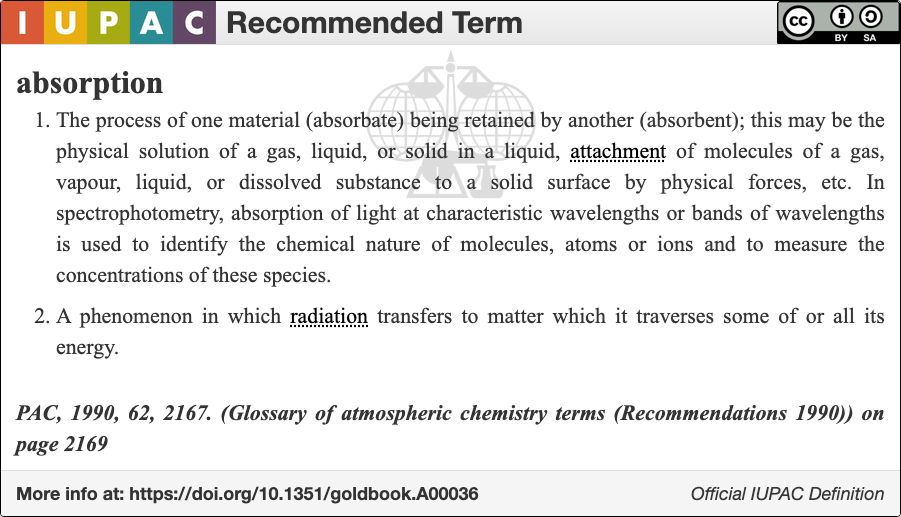
https://doi.org/10.1351/goldbook.A00036.

## 方程
如果吸收过程并未伴随任何其他物理或化学过程，则通常遵循能斯特分配定律：
“当某种溶质与两种互不相溶的物质接触时，如果溶质与两种物质达到了平衡状态，那么溶质在两种物质中的浓度比率将是恒定的”：
{\displaystyle {\frac {[x]_{1}}{[x]_{2}}}={\text{constant}}=K_{N(x,12)}}
常数KN的值取决于温度，称为分配系数。如果浓度不太大并且物质“x”在“1”或“2”两个相中的任何一个中都没有改变其形式，则该方程有效。如果这种分子经历缔合或离解，那么这个方程仍然描述了两个相中“x”之间的平衡，但仅限于相同的形式（所有剩余形式的浓度必须通过考虑所有其他平衡来计算）。
在气体吸收的情况下，可以使用例如理想气体状态方程（{\textstyle c={\frac {p}{RT}}}）来计算其浓度。或者，可以使用气体分压而不是浓度来进行计算。

## 吸收的种类
吸收是一个可能是化学（反应性）或物理（非反应性）的过程。

### 化学吸收
化学吸收或反应吸收是吸收物质和被吸收物质之间的化学反应。有时它与物理吸收相结合。这种类型的吸收取决于反应的化学计量及其反应物的浓度。它们可以在不同的单元中进行，具有广泛的相流类型和相互作用。在大多数情况下，反应吸收是在板式或填料柱中进行的。

### 物理吸收

#### 固体中的水
亲水性固体，包括许多生物来源的固体，可以轻松吸收水分。水和固体分子之间的极性相互作用有利于水分配到固体中，即使在相对较低的湿度下也可以显着吸收水蒸气。

##### 回潮率
暴露在大气中的纤维（或其他亲水材料）即使触摸时感觉干燥，通常也会含有一些水。通过在烤箱中加热可以除去水分，从而导致重量明显减轻。如果将纤维放回暴露于大气的环境中，重量将逐渐恢复。这种效应在纺织工业中至关重要，其中水占材料重量的比例称为回潮率。